# Chamaret
Chamaret é uma comuna francesa na região administrativa de Auvérnia-Ródano-Alpes, no departamento de Drôme. Estende-se por uma área de 7,79 km². Em 2010 a comuna tinha 542 habitantes (densidade: 69,6 hab./km²).